# Filipenses Misioneras de Enseñanza
La Congregación de Religiosas Filipenses Misioneras de Enseñanza, o Instituto de religiosas Filipenses, también conocida como Congregación de las Hermanas de San Felipe Neri (en catalán: Congregació de les Germanes de Sant Felip Neri) es una congregación religiosa femenina de la Iglesia católica, fundada en Mataró (España), en 1858, por Marcos y Gertrudis Castañer y Seda. A las hermanas pertenecientes a este instituto se las conoce como religiosas filipenses y posponen a sus nombres las siglas R.F. o F.M.E.

## Historia

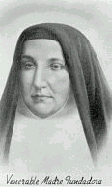
Gertrudis Castañer (1824-1881), una de las fundadoras de la congregación.

### Origen
Los hermanos Marcos y Gertrudis Castañer y Seda, de la ciudad de Mataró, Provincia de Barcelona, (España), quisieron dar respuesta a los problemas que conllevaba la industrialización de la ciudad, la deshumanización gradual de la sociedad, y el hecho de que hombres y mujeres trabajaran en las fábricas hacía que sus hijos no recibieran la misma atención que antes. Para ello, con sus propios bienes se dedicaron a la "renovación cristiana de la sociedad" mediante el apostolado y la instrucción cristiana de las niñas y jóvenes, particularmente las más necesitadas. Los dos hermanos pronto conciben un proyecto más ambicioso: una fundación para la promoción cristiana y cultural de la mujer. Gertrudis había comenzado su vida religiosa en un monasterio de carmelitas descalzas, pero por problemas de salud salió de él sin profesar. Con el deseo de seguir sirviendo a los más necesitados, comenzó a acoger en su casa a niñas pobres, para enseñarles el catecismo y las primeras letras.

### Fundación y aprobación
Ya en 1857, los dos hermanos empiezan a acoger y educar jóvenes en la casa solariega de los Castanyer de Mataró, y el mismo año, el obispo Antonio Palau, en una visita, los alienta a continuar la tarea. La congregación de las Hermanas de San Felipe Neri comenzó formalmente su vida el 21 de noviembre de 1858; en poco tiempo reúnen hasta 300 niños y jóvenes, hijos de los trabajadores de las fábricas y de las criadas que servían en la ciudad. Ofrecían enseñanza primaria, escuela nocturna y dominical, catequesis y ejercicios espirituales a niñas y jóvenes obreras. De estas actividades se encargaban algunas señoritas y las hermanas del Instituto. Por primera vez, en Mataró, se establecen escuelas de este tipo y escuelas para mujeres adultas. El papa Pío IX bendijo la empresa en 1859. El 7 de diciembre de 1870, la congregación recibió el decretum laudis y la aprobación definitiva el 7 de julio de 1914, de manos de Pío XI. Las hermanas filipenses abren el primer noviciado en 1860, y el 2 de julio de 1862 las primeras religiosas harán los primeros votos.

### Supresión y restauración
La revolución de 1868 hizo que Marcos Castañer saliera en exilio de España, la congregación fue suprimida y sus bienes confiscados. Dos años después las hermanas regresaron a España, y se establecieron en un piso de la familia Puigoriol, en la calle Montcada de Barcelona. Ese mismo año (1870), abren una escuela de pago, y en 1878, al ser devuelta a la familia la propiedad de la casa de Mataró, Gertrudis Castañer la vende y con el dinero obtenido compran una casa en Sant Gervasi de Cazuelas, donde se instalará la casa madre de la congregación. Pronto se esparcieron por Cataluña y acto seguido, desde 1907, por el resto de España y América Latina: México (1907), Cuba , Palencia y Valladolid (1914), Chile (1950), Colombia, Estados Unidos (Las Vegas) y la República Dominicana. Las constituciones reciben la aprobación definitiva en 1929, a partir de entonces reciben el nombre de Filipenses Misioneras de la Enseñanza.
En 1936, durante la Guerra civil española, varias religiosas permanecieron encarceladas y el archivo histórico de la congregación, ubicado en Barcelona, se perdió completamente, por lo que los inicios de la congregación son difíciles de reconstruir.

## Filipenses ilustres
Entre las religiosas filipenses han destacado 
- Marcos Castañer y Seda (1815-1878), siervo de Dios, fundador de la congregación.[7]
- Gertrudis Castañer y Seda (1824-1881), sierva de Dios, fundadora de la congregación.[8]
- María Francisca Yáñez González del Valle (1907), sierva de Dios, religiosa cubana cuyo proceso de beatificación está en curso.[9]
- Mercedes Baguer Rodes, superiora general (1940 a 1952) y escritora. Cuenta con unas 50 publicaciones de cuentos y novelas religiosas para niños,[5]

## Actividades y presencia
El carisma de las Filipenses de la Enseñanza es la renovación cristiana de la sociedad, prestando atención a los más necesitados y ofreciéndoles educación cristiana en colegios, catequesis, residencias y casas de espiritualidad. En América Latina hacen apostolado misionero y pastoral diocesana. La espiritualidad es la propia de Felipe Neri: espíritu de oración, caridad, humildad y alegría. A él deben el nombre de filipenses y es el patrón del Instituto.
La congregación se organiza en cinco delegaciones, con 33 casas y 17 colegios estamos en España, México, Cuba, República Dominicana, Colombia, Chile y Estados Unidos, Italia, India  En 2008 participamos en una misión intercongregacional en Sudán del Sur. La casa general está en Madrid y su actual superiora general es la religiosa dominicana Yocasta Henríquez Valdez. En 2024 el número de religiosas era de 149.